# Mičovice
Obec Mičovice se nachází v okrese Prachatice, kraj Jihočeský, necelých 14 km východně od Prachatic. Leží v Šumavském podhůří (podcelek Prachatická hornatina, okrsek Žernovická vrchovina), nad potokem Melhutkou. Žije zde 360 obyvatel.

## Historie
První písemná zmínka o obci pochází z roku 1400.

## Pamětihodnosti
- Usedlost čp. 30 (kulturní památka ČR)
- Skupina tří památných stromů (lípa malolistá a dva duby letní) u cesty asi 450 m východně od obce
- Přírodní památka Pančice-V řekách, lokalita s bohatým výskytem bledule jarní

## Části obce
- Mičovice
- Frantoly
- Jáma
- Klenovice
- Ratiborova Lhota